# Pandémie de Covid-19 à Montréal

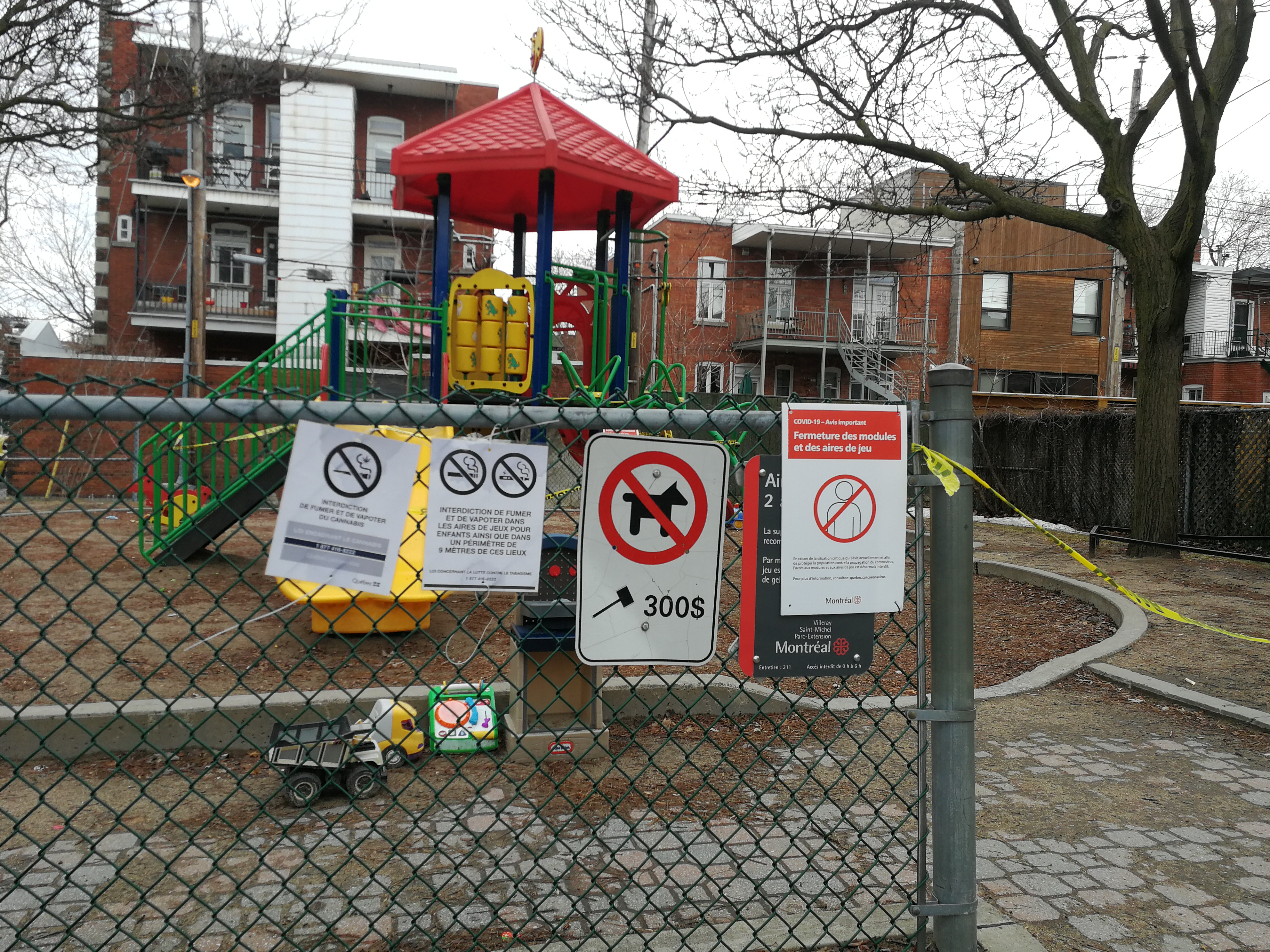
Aire de jeux fermée dans le quartier Villeray

Cet article relate la pandémie de Covid-19 à dans la région administrative de Montréal, il offre une perspective détaillée sur l'évolution de la pandémie de Covid-19 dans la région administrative de Montréal, la ville la plus peuplée du Québec. L'article met en évidence les défis particuliers que Montréal a dû relever en tant que centre urbain densément peuplé et cosmopolite. Il documente les événements clés, les mesures de santé publique prises et les impacts sociétaux de la pandémie. Cela permet de comprendre la manière dont cette crise sanitaire globale s'est manifestée et a été gérée à l'échelle locale à Montréal.

Carte des taux de cas de Covid-19 pour 100000 personnes par arrondissement ou municipalité (20 mai 2022).
≤9 999
10 000-10 999
11 000-12 999
13 000-14 999
15 000-16 999
17 000-18 999
≥19 000
Note: N'inclut pas les cas non confirmés dans les arrondissements ou municipalités.

- ≤9 999
- 10 000-10 999
- 11 000-12 999
- 13 000-14 999
- 15 000-16 999
- 17 000-18 999
- ≥19 000

## Chronologie

### 2020

#### Mars
Le 19 mars, l'administration de la Ville de Montréal annonce une aide d'urgence de 5 millions de dollars afin d’aider certains secteurs économiques fragilisés par la crise. 
Le 20 mars, la mairesse Valérie Plante annonce que les « îlots sanitaires » sont déployés. Ces derniers sont composés de toilettes et de lave-mains pour aider les sans-abris. Montréal entend aussi offrir des produits nettoyants, lingettes et liquide désinfectant aux organismes qui viennent en aide aux itinérants.
Le 21 mars, l’ancien hôpital Royal Victoria annonce l'accueil des itinérants possiblement atteints de la Covid-19. 
Le 22 mars, Montréal ferme les modules et aires de jeu pour enfants dans ses parcs.  À 20h, les Montréalais se rassemblent à leurs balcons et fenêtres pour chanter en chœur So Long, Marianne et d’autres chansons de Leonard Cohen, dans un moment de solidarité.
Le 23 mars, le CIUSSS du Centre-Sud-de-l’Île-de-Montréal annonce l'ouverture d'une clinique de dépistage dans des tentes à la place des Festivals,.
Le 27 mars, la Ville décrète l’état d’urgence sur le territoire de l’agglomération de Montréal pour une durée de 48 heures. Le jour suivant, deux centres de jour extérieurs assurant la distribution de nourriture aux sans-abri ouvrent au square Cabot et à la place Émilie-Gamelin.
Le 29 mars, une dizaine de voitures de police du SPVM vont devant le CHUM, gyrophares allumés, afin de témoigner leur solidarité au personnel de la santé qui travaille sans relâche depuis le début de la pandémie. L'état d'urgence, décrété le 27 mars, est prolongé une première fois. 
Dès le 30 mars, les services de la Société de transport de Montréal et des autres sociétés de transport en commun desservant Montréal sont réduits.

#### Avril
Le 5 avril, l'île Notre-Dame et le stationnement du parc du Mont-Royal sont fermés en raison d'un achalandage jugé trop élevé qui ne permet pas de respecter la distance minimale entre les personnes.
Le 7 avril, la Ville de Montréal annule tous les événements sportifs et culturels jusqu'au 2 juillet, incluant les festivités pour la Fête nationale du Québec et de la Confédération.
Valérie Plante demande au Jardin botanique de Montréal de donner des récoltes aux banques alimentaires de la ville, à la suite de l'ajout des pépinières à la liste des services essentiels au Québec le 13 avril.

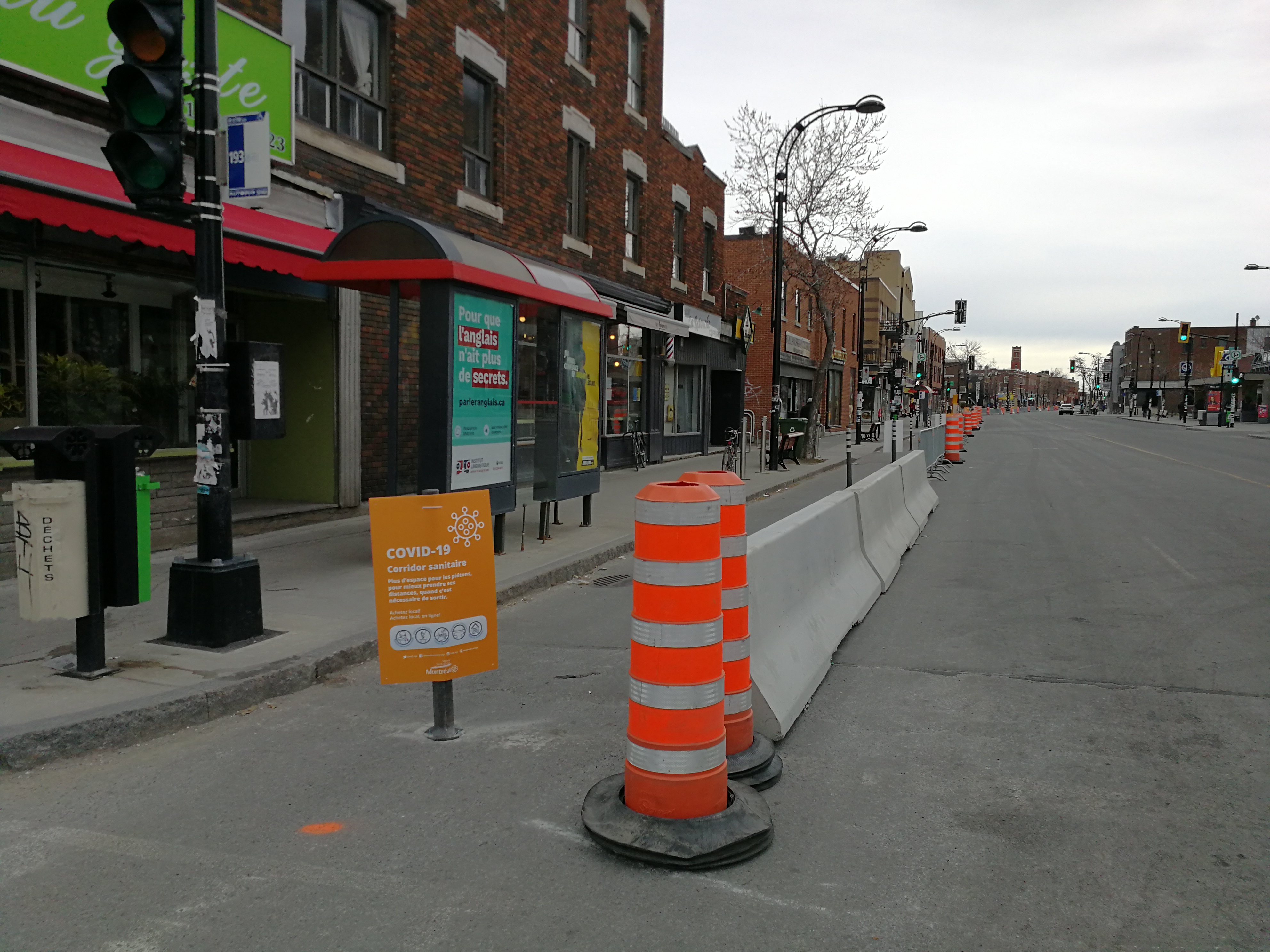
Corridor sanitaire à Montréal

Après un essai sur Le Plateau-Mont-Royal, la ville annonce le 17 avril que huit autres arrondissements disposeront eux aussi de corridors sanitaires, une façon de permettre aux artères locales d’être empruntées de façon sécuritaire :  Ahuntsic-Cartierville, Côte-des-Neiges-Notre-Dame-de-Grâce, Mercier-Hochelaga-Maisonneuve, Outremont, Rosemont-La Petite-Patrie, Le Sud-Ouest, Verdun et Ville-Marie.
Le 23 avril, la ville de Montréal annonce des compressions de 125 millions de dollars dans ses services; un gel salarial représentant 50 millions sera aussi demandé.
Le 28 avril, la directrice régionale de santé publique du CIUSSS Centre-Sud-de-l'Île-de-Montréal, Mylène Drouin (d), confirme que les quartiers de Montréal-Nord, de Rivière-des-Prairies et de Saint-Michel sont les plus touchés à cause de la densité de la population et la forte présence de travailleurs essentiels où des foyers d'éclosion ont été déclarés dans leurs milieux de travail. Elle promet d'intensifier les dépistages dans ces quartiers ,,.
Le 30 avril, la clinique sur la Place des Festivals est démantelée, les services de dépistage qui y était offert sont relocalisés à l'hôpital Hôtel-Dieu de Montréal.

#### Mai
Le 4 mai, un centre de dépistage sans rendez-vous est ouvert à Montréal-Nord jusqu'au 11 mai,.
Le 5 mai, 30 détenus des secteurs C et E de l'Établissement de détention de Montréal et 20 geôliers ont été testés positifs à la Covid-19.
Le 15 mai, François Legault, lors de sa première visite à Montréal en deux mois, annonce que le gouvernement du Québec fera don d'un million de masques à la Ville de Montréal, et accordera 6 millions de dollars aux différents sociétés de transport en commun de la grande région de Montréal. La Ville de Montréal annonce la mise en place de Voies actives sécuritaires, des aménagements temporaires afin de favoriser les déplacements des piétons et cyclistes. Les travaux d'installation débuteront au mois de juin et une deuxième phase durant l'été 2020. Le plan prévoit 37 km de nouvelles voies pour les piétons et 61 km d'espace cyclable supplémentaire,. 

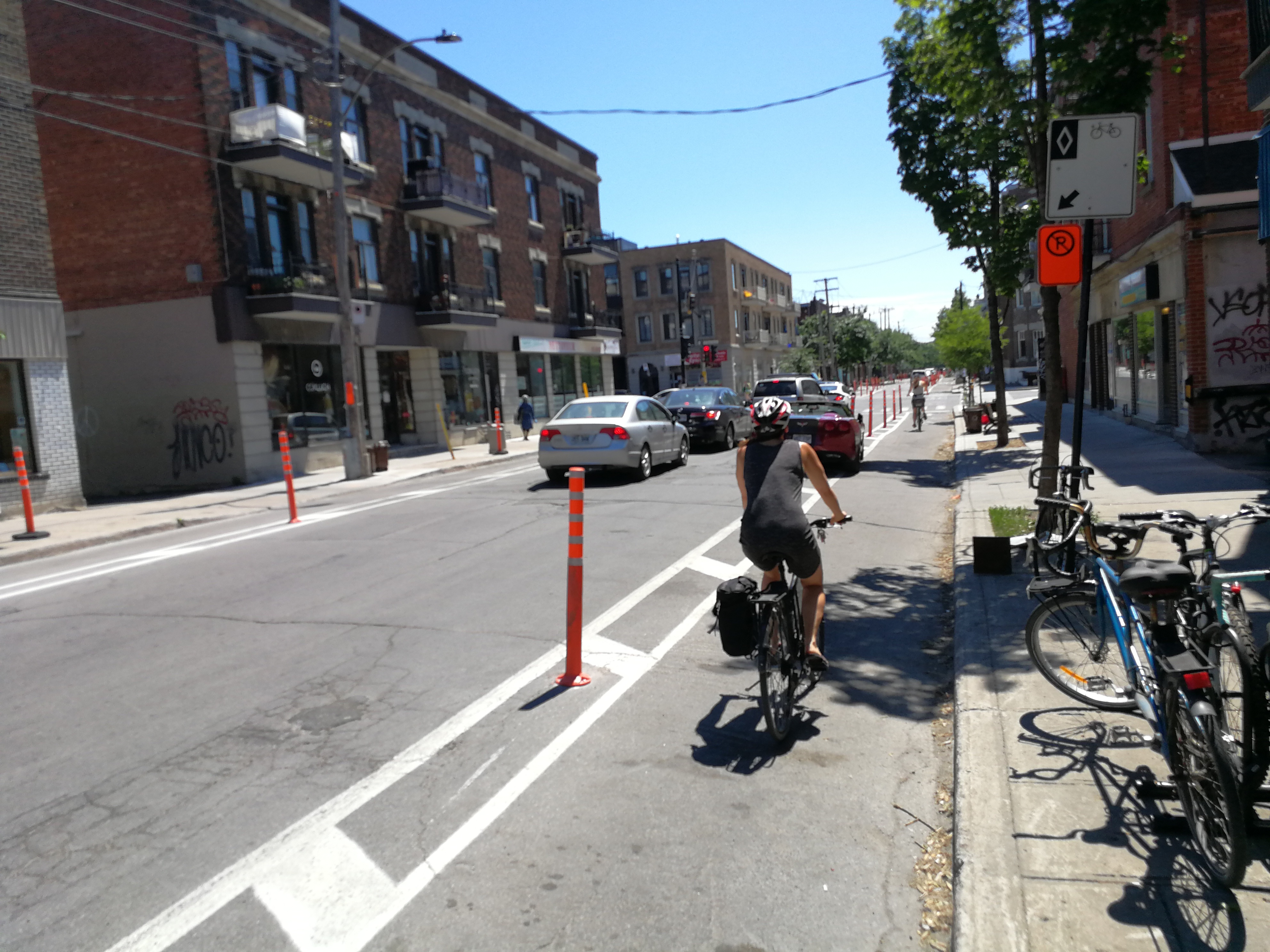
Voie active sécuritaire à Montréal

Le 25 mai, les magasins non essentiels peuvent de nouveau ouvrir leurs portes.

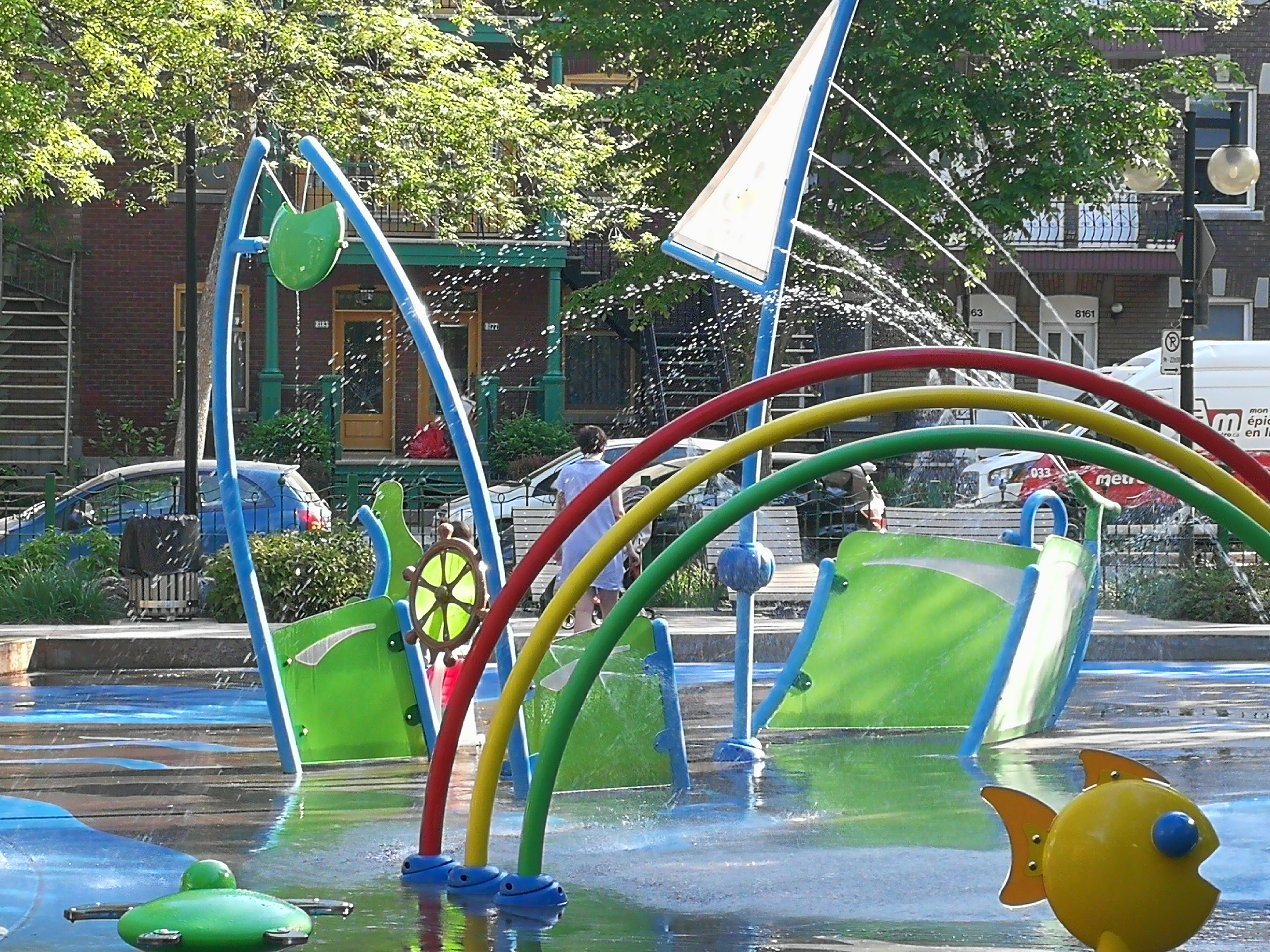
Réouverture le 27 mai 2020- des jeux d'eau au parc Saint-Vincent-Ferrier, à Villeray.

Le 26 mai, devant la vague de chaleur annoncée par le Service météorologique du Canada pour les 26, 27 et 28 mai à Montréal, la Direction de la santé publique de Montréal autorise la réouverture des jeux d'eau dans les parcs de la ville, à la condition que les mesures de distanciations physiques soient respectées.

#### Juin
À la suite de la troisième vague de chaleur depuis le début du mois de mai dans l'est du Canada, qui connaît son apogée le 22 juin, la Direction régionale de santé publique de Montréal déclare seulement sept décès, comparativement à 50 décès lors d'une vague de chaleur comparable en 2018. Le faible impact de cette vague de décès pourrait être une conséquence de la pandémie, une partie des gens vulnérables habituellement victimes de la chaleur ayant déjà été emportée par la Covid-19.

#### Juillet
Le 6 juillet, Valérie Plante annonce que les masques seront obligatoires dans tous les lieux publics fermés de Montréal à partir du 27 juillet. Cette mesure ne sera finalement pas nécessaire, le gouvernement du Québec annonçant le 13 juillet que les masques seront obligatoires partout au Québec dans les lieux fermés publics à partir du 18 juillet.

#### Août
Le 8 août, une manifestation contre le port du masque obligatoire a lieu à Montréal, devant le nouvel édifice de Société Radio-Canada. Les manifestants, qui ne portaient pas de masque et qui ne respectaient pas les consignes de distanciation physique, mentionnent leur perte de confiance dans le gouvernement, dont les mesures sanitaires les privent de leur liberté, et les médias.
Le 15 août, une deuxième manifestation, après celle du  8 août, contre le port du masque obligatoire se tient à Montréal. Elle se tient cette fois-ci près du quartier général de la Sûreté du Québec, au coin des rues Logan et Parthenais. Des orateurs réclament la liberté pour le port du masque et la prise d'un éventuel vaccin. Lucie Laurier et d'autres orateurs reconnus pour leur opposition aux mesures du gouvernement prennent la parole.

#### Septembre
Le 1er septembre, le taux d'occupation des bureaux du centre-ville de Montréal est entre 5 et 10 %, alors que le maximum est de 25 %. L'absence des travailleurs a des conséquences économiques importantes pour les commerces du centre-ville. La mairesse Valérie Plante et le président de la Chambre de commerce du Montréal métropolitain, Michel Leblanc ont expliqué dans un point de presse que la présence des employés au bureau était nécessaire pour l'économie locale.
Le 8 septembre, la Chambre de commerce du Montréal métropolitain et une vingtaine de partenaires lancent l'initiative Relançons MTL afin d'accélérer la reprise économique à Montréal. Doté d'un financement total d'environ 1,3 million de dollars, l'initiative cible 14 secteurs clés de l'économie, qui seront soutenus par l'élaboration de 9 plans d'actions.
Le 12 septembre, une troisième manifestation antimasque a lieu à Montréal. Il s'agit de la plus importante manifestation de ce type au Québec, avec près de 10 000 manifestants. Des milliers de personnes y participent, dont plusieurs portent des pancartes pro-Trump et pro-QAnon, en plus de drapeaux du Québec et des États-Unis.

#### Octobre
Le 1er octobre, la ville de Montréal passe en zone rouge, palier maximal du système d'alerte de la Covid-19. Ce changement de palier entraîne alors de nombreuses restrictions supplémentaires, comme la fermeture des bars et restaurants (sauf pour les livraisons ou les mets à emporter), la fermeture de certains lieux de divertissements comme les cinémas ou les musées, des salles d'entraînement sportifs ou encore une interdiction des rassemblements intérieurs et extérieurs. 
Toujours le 1er octobre, la mairesse Valérie Plante et le président du comité exécutif Benoit Dorais annoncent un gel de taxe pour 2021, malgré un déficit estimé à 129 millions de dollars pour 2020.
Le 13 octobre, Andrée Laforest, ministre des Affaires municipales et de l'Habitation du Québec, annonce au cours d'une conférence de presse, que la métropole bénéficiera d'une aide financière gouvernementale de 263 millions de dollars afin de pallier les conséquences de la pandémie de Covid-19. Cette annonce fait écho à l’aide de 800 millions, provenant du gouvernement fédéral et provincial, qui avait été annoncée trois semaines plus tôt pour les municipalités du Québec,
La mairesse de Montréal Valérie Plante, qualifiant l’annonce de cette aide gouvernementale comme une « excellente nouvelle», souligne au cours de cette conférence de presse, que cette somme permettra ainsi à la Ville de Montréal d’équilibrer son budget, en plus de venir en aide aux petites entreprises et aux sans-abri, qui ont subi les contrecoups de la pandémie.
Elle déclare que « Montréal a beaucoup souffert de la première vague de la pandémie et ça a eu un impact sur nos finances. Le gouvernement du Québec nous envoie un message très fort comme quoi la métropole est importante et qu’il comprend qu’on a dû trouver des solutions à une situation exceptionnelle».
Le 22 octobre, Valérie Plante présente un plan d'aide de 6 millions pour les commerces de la métropole, qui comprend notamment de rendre gratuit la fin de semaine les stationnements payants de la ville, pour la période allant du 14 novembre au 31 décembre.
Le 29 octobre, le ministre délégué à la Santé et aux Services sociaux, Lionel Carmant annonce que l'hôtel Gouverneur à Place Dupuis sera converti en refuge pour itinérants pendant l'hiver.
Les 30 octobre et 31 octobre, les policiers débarquent dans deux partys, dans Outremont et Ahuntsic et donnent des contraventions aux participants,.

#### Novembre
Le 5 novembre, François Legault annonce qu'il ne suivra pas les recommandations de la santé publique de Montréal, qui propose des assouplissements aux mesures sanitaires restrictives en zone rouge. Le premier ministre se dit encore trop inquiet par le bilan de la situation de la Covid-19 à Montréal.
Le 9 novembre, la Ville de Montréal ajoute 2 000 places de stationnement gratuits supplémentaires accessibles lors des périodes de chargement de neige pour l'hiver 2020-2021. Cette mesure a été mise en place afin de prendre en compte le télétravail, qui laisse plus de voitures dans les rues résidentielles.
Le 13 novembre, la Ville de Montréal présente un budget pour 2021 qui est équilibré. Il y aura un gel des impôts fonciers dans la ville centre, et il mise sur la relance économique, dont un plan de 50 millions pour aider les entreprises et les commerces, pour combattre les effets de la pandémie de Covid-19.
Le 21 novembre, une manifestation antimasque d'une trentaine de personnes a lieu à Place Rosemère, un centre d'achats au nord de Montréal. Celle-ci mène à une grande réaction sur les médias sociaux. Le service de police local distribue des contrats d'infraction et disperse les manifestants.

#### Décembre
Le 3 décembre, la ville de Montréal annonce l'investissement de 60 millions de dollars pour relancer son économie durement éprouvée par la pandémie, dont 10 millions pour le centre-ville.

### 2021

#### Janvier
Le 16 janvier, une manifestation de la gauche réunissant une centaine de protestants a lieu dans les rues de Montréal. Les manifestants, qui se dissocient des discours conspirationnistes et de l'extrême-droite, disent s'opposer au couvre-feu et d'autres mesures de la santé publique qui dégraderaient le filet social.

#### Septembre
Le 16 septembre 2021, le musée Grévin Montréal ferme pour des raisons financières due à la longue fermeture obligée de 50 semaines pendant la pandémie.

### 2022

#### Février

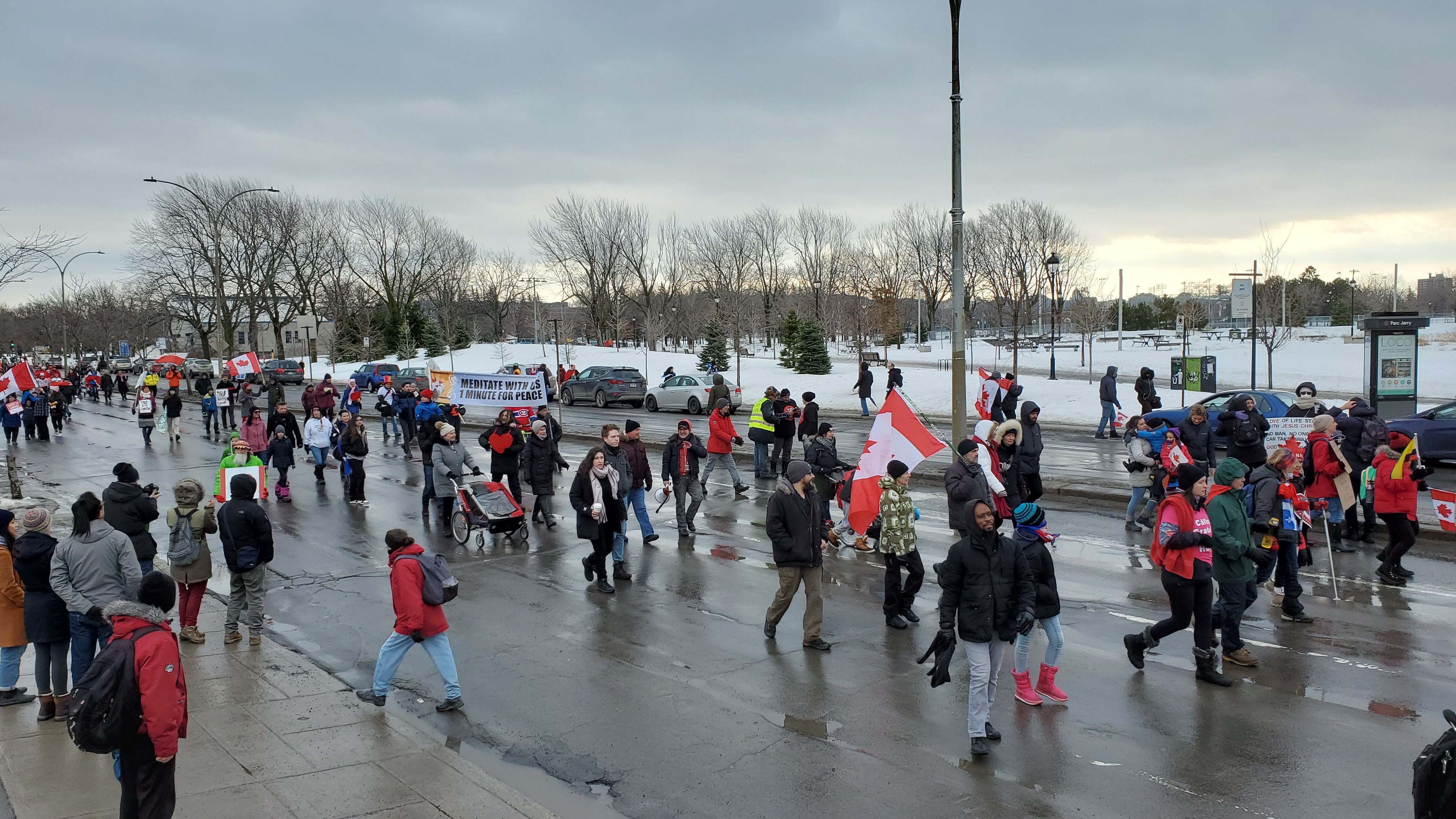
Manifestation contre les mesures sanitaires à Montréal le 12 février 2022

Le 12 février, environ 4 000 personnes manifestent dans le quartier Villeray contre les mesures sanitaires et en appui au Convoi de la liberté .

## État d'urgence
Seule ville du Québec à faire appel à une disposition de l'article 42 de la Loi sur la sécurité civile, l'administration de la Ville de Montréal décrète l’état d’urgence sur le territoire de l’agglomération de Montréal pour une durée de 48 heures le 27 mars 2020.
L'état d'urgence est prolongé à plusieurs reprises par la suite, ce qui nécessite la convocation du conseil municipal tous les 5 jours, pour durer de façon ininterrompue jusqu'au 21 mai 2020. À partir de cette date, le conseil exécutif de la Ville de Montréal a le pouvoir de renouveler l'état d'urgence pour des périodes de 5 jours. Ce pouvoir spécial est en place jusqu'au 2 juillet. Même après cette date, le comité exécutif renouvelle l'état d'urgence à tous les cinq jours, au moins jusqu'au 30 juillet.
L'état d'urgence est finalement levé le 27 août 2021, 17 mois après sa mise en place.
Le 21 décembre 2021, face à la flambée des cas en raison du variant Omicron, l'administration de la Ville de Montréal remet en place l'état d'urgence.

## Paliers d'alerte
| Date de changement | 2020  | 2020   | 2020   | 2020    | 2021   | 2021    | 2021    |
| Date de changement | 8 sep | 15 sep | 22 sep | 28 sep, | 7 juin | 14 juin | 28 juin |
| ------------------ | ----- | ------ | ------ | ------- | ------ | ------- | ------- |
| Palier             |       |        |        |         |        |         |         |

- Mesures particulières
- Vigilance
- Préalerte
- Préalerte avec exceptions pour certains territoires
- Alerte
- Alerte avec exceptions pour certains territoires
- Alerte maximale

## Cas

### Cas quotidiens
Nombre de cas quotidienDate0300600900120015002020-01-232020-08-102021-02-262021-09-14Cas quotidiensStatistiques sur la pandémie de Covid-19 au QuébecNombre de cas quotidien à Montréal
- Source: Fichier CSV sur le site de l'INSPQ récupéré en date du 2021-09-19.

### Cas totaux
Nombre de casDate030 00060 00090 000120 000150 0002020-01-232020-09-272021-06-02Cas totauxStatistiques sur la pandémie de Covid-19 au QuébecTotal des cas à Montréal
- Source: Fichier CSV sur le site de l'INSPQ récupéré en date du 2021-09-19.

## Décès

### Décès quotidiens
Décès quotidienDate0204060801002020-01-232020-07-252021-01-252021-07-28Décès quotidienDécès quotidien dans les CHSLDStatistiques sur la pandémie de Covid-19 au QuébecDécès quotidien à Montréal
- Source: Fichier CSV sur le site de l'INSPQ récupéré en date du 2021-09-19.

### Décès totaux
Décès totauxDate0100020003000400050002020-01-232020-08-102021-02-262021-09-14Décès totauxDécès totaux dans les CHSLDStatistiques sur la pandémie de Covid-19 au QuébecDécès totaux à Montréal
- Source: Fichier CSV sur le site de l'INSPQ récupéré en date du 2021-09-19.

## Vaccins

### Doses quotidiennes
Nombre de dosesDate0500010 00015 00020 00025 00030 00035 0002020-12-142021-03-312021-07-161ere dose2e doseTotalStatistiques sur la pandémie de Covid-19 au QuébecNombre de doses quotidienne de vaccin à Montréal
- Source: Fichier CSV sur le site de l'INSPQ récupéré en date du 2021-09-19.

### Doses totales
Nombre cumulatif de dosesDate0500 0001 000 0001 500 0002 000 0002 500 0003 000 0002020-12-142021-04-302021-09-141ere dose2e doseTotalStatistiques sur la pandémie de Covid-19 au QuébecTotal des doses de vaccin administrées à Montréal
- Source: Fichier CSV sur le site de l'INSPQ récupéré en date du 2021-09-19.

### Pourcentage de la population vaccinée
Pourcentage de la population vaccinée (%)Date0204060802020-12-142021-03-102021-06-042021-08-291ere dose2e doseStatistiques sur la pandémie de Covid-19 au QuébecPourcentage de la population vaccinée à Montréal
- Source: Fichier CSV sur le site de l'INSPQ récupéré en date du 2021-09-19.